# Barcsay Zoltán
Barcsay Zoltán (Kolozsvár, 1929. május 24. – 2009. augusztus 28.) zeneművész, zeneszerző, karmester, tanár.

## Életpályája
Hegedülni Kouba Paula hegedűiskolájában kezdett. Majd Zsurka Péternél folytatta a hangszertanulást.[forrás?]
1954-ben diplomázott a kolozsvári Gh. Dima Zenekonzervatóriumban, hangszeres zene, mélyhegedű szakon. 1948-tól a Kolozsvári Magyar Opera zenekarának tagja, alapító tag. 1960-tól brácsaszólam - vezető. Közben 1955-től a Zenelíceum tanára, 18 éven keresztül. 1992-től a Balett-líceum korrepetitora.  
Zeneszerzőként több művet hangszerelt, többek közt Horváth Béla – Szinberger Sándor Kék Duna című operettjét, Jacobi Viktor Viktória című operett hiányzó zenekari anyagát pótolta, újrahangszerelte. Jacobi Viktortól a Leányvásár, Viktória, Szirmai Alberttől a Mágnás Miska című operetteket vezényelte.
1992-től a Magánosok Klubja Öreg fiúk együttesének zenekari vezetője [forrás?], a Reményik Sándor Szabadidőközpont művészeti irányítója.
Párhuzamosan muzsikált a Kolozsvári Orvosok Zenekarában is.

## Díjai
- Hajótöröttek című balett zenéjéért 2. díj, (1977) ( koreográfus Fodor Tibor),
- RMDSZ Elismerő Oklevél (1996)
- Reményik Sándor–díj (2007)